# Essai de compression
Un essai de compression mesure la résistance à la compression d'un matériau sur une machine d'essais mécaniques suivant un protocole normalisé.
Les essais de compression se font souvent sur le même appareil que l'essai de traction mais en appliquant la charge en compression au lieu de l'appliquer en traction. 
Pendant l'essai de compression, l'échantillon se raccourcit et s'élargit.
La déformation relative est « négative » en ce sens que la longueur de l'échantillon diminue. 
La compression tend de plus à amplifier les irrégularités latérales de l'échantillon et,

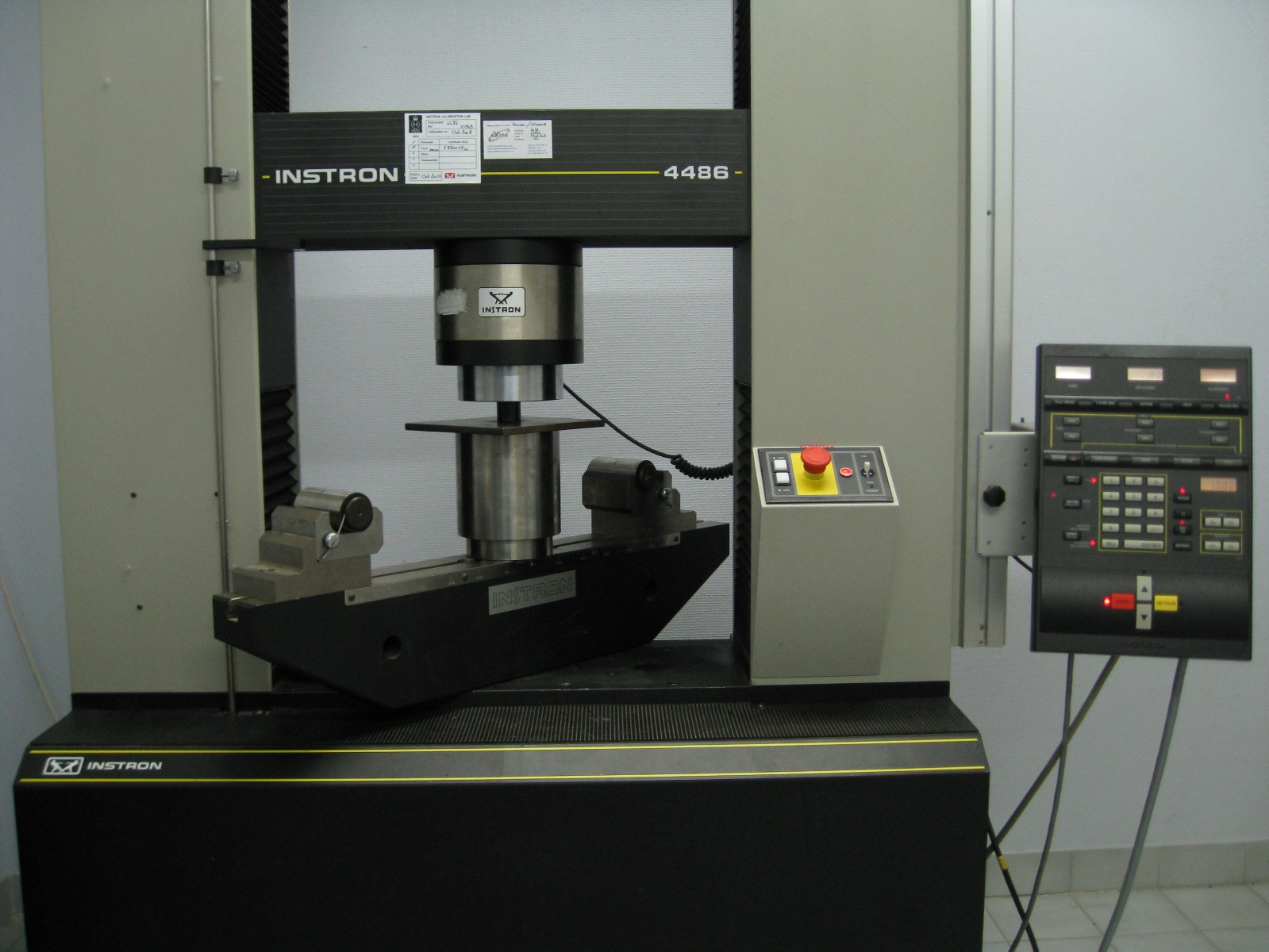
Essai de compression d'un cylindre en matériau composite sur une machine d'essai universelle, nécessitant une machine renforcée et un capteur de force de capacité élevée.

au-delà d'une contrainte critique,
l'échantillon peut fléchir et la flèche peut s'accentuer jusqu'au flambage[réf. nécessaire].

## Résistance à la compression

### Définition

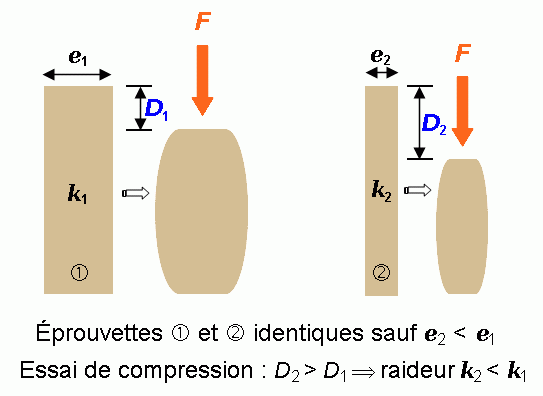
Compression d'une éprouvette.

En résistance des matériaux, les résistances à la traction, à la compression et au cisaillement sont analysées séparément.
La résistance à la compression est la capacité d'un matériau ou d'une structure à supporter les charges qui tendent à réduire sa taille par compression (écrasement), par opposition à la résistance à la traction qui est une résistance à l'allongement (éclatement) et à la résistance au cisaillement qui est principalement une résistance à la torsion (vrille).
C'est une valeur clé pour la conception de structures.
Elle se mesure sur des matériaux ainsi que sur des composants ou des structures.
Par définition, la résistance à la compression d'un matériau est l'effort de compression uniaxial atteint à la rupture complète du matériau.
Si le matériau est ductile cette rupture n'aura pas lieu mais le matériau se déformera de manière irréversible, de sorte que la résistance à la compression est assimilée à l'effort atteint à la limite de la déformation[réf. nécessaire].

### Valeurs typiques
Des valeurs typiques de résistance à la compression sont, par exemple, pour quelques matériaux :
- Porcelaine : 500 MPa ;
- Os : 150 MPa ;
- Glace à 0 °C : 3 MPa ;
- Mousse de polystyrène : ~1 MPa.

Le béton et la céramique ont généralement des résistances à la compression beaucoup plus élevées qu'à la traction.
Inversement, les matériaux composites, tels que les composites à matrice époxy renforcés de fibres de verre, ont tendance à avoir une résistance à la compression plus faible que leur résistance à la traction.
Quant aux métaux, ils ont souvent des résistances à la traction et à la compression similaires.

## Essai de compression

### Éprouvette de compression

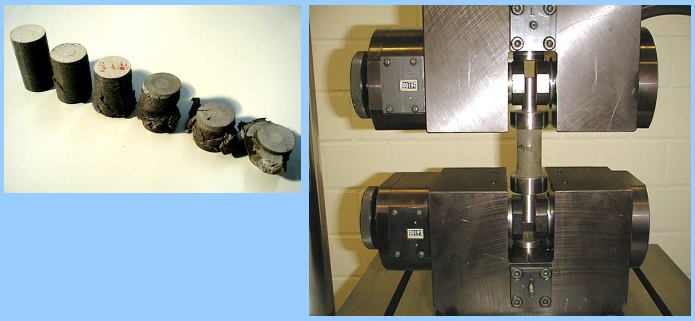
Compression d'une éprouvette cylindrique.

L'essai de compression comporte un raccourcissement élastique d'une éprouvette généralement cylindrique et son écrasement au-delà de la limite d'élasticité du matériau.
Les éprouvettes en forme de courts cylindres sont préférables, pour ces essais, aux éprouvettes trop longues ou de section rectangulaire.

### Courbe contrainte-déformation

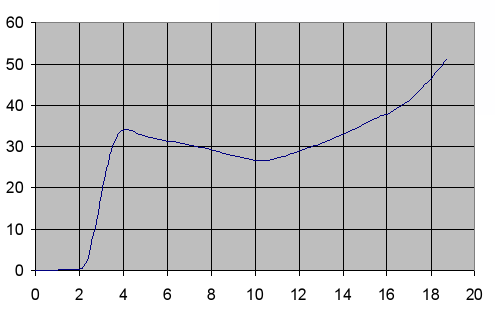
Courbe contrainte–déformation en compression.

L'essai de compression commence par une région linéaire où
la déformation du matériau {\displaystyle \epsilon }
est proportionnelle à la contrainte {\displaystyle \sigma }
suivant la loi de Hooke
{\displaystyle \sigma =E\epsilon }
où E est le module de Young.
Dans cette région linéaire, le matériau se déforme élastiquement et revient à sa longueur initiale lorsque la contrainte est supprimée.
La région linéaire se termine au point limite d'élasticité.
Au-dessus de ce point, le matériau subit une déformation plastique et ne revient pas à sa longueur initiale une fois que la charge est retirée.
Par définition, la contrainte uniaxiale est la force divisée par la surface
{\displaystyle \sigma ={\frac {F}{A}}}
où F est la charge appliquée en newtons
et A est la surface de la section transversale en m2.
La déformation correspondante est
{\displaystyle \epsilon _{e}={\frac {l-l_{0}}{l_{0}}}}
où l est la longueur de l'échantillon comprimé et l0 sa longueur initiale.
La résistance à la compression correspond au point de la courbe de contrainte-déformation défini par
{\displaystyle \sigma _{e}^{*}={\frac {F^{*}}{A_{0}}}} et {\displaystyle \epsilon _{e}^{*}={\frac {l^{*}-l_{0}}{l_{0}}}}
où F* est la charge appliquée juste avant de détruire l'échantillon 
et l* est la longueur de l'échantillon juste avant sa destruction.

### Déformation de la section transversale
En pratique, les professionnels calculent la contrainte par rapport à la surface initiale de la section transversale (au début de l'expérience, avant déformation) en négligeant le fait que la contrainte s'applique réellement à la section transversale déformée (élargie, bombée latéralement avant rupture) sous l'effet de la charge[réf. nécessaire].

## Résistance à la compression des maçonneries et du béton

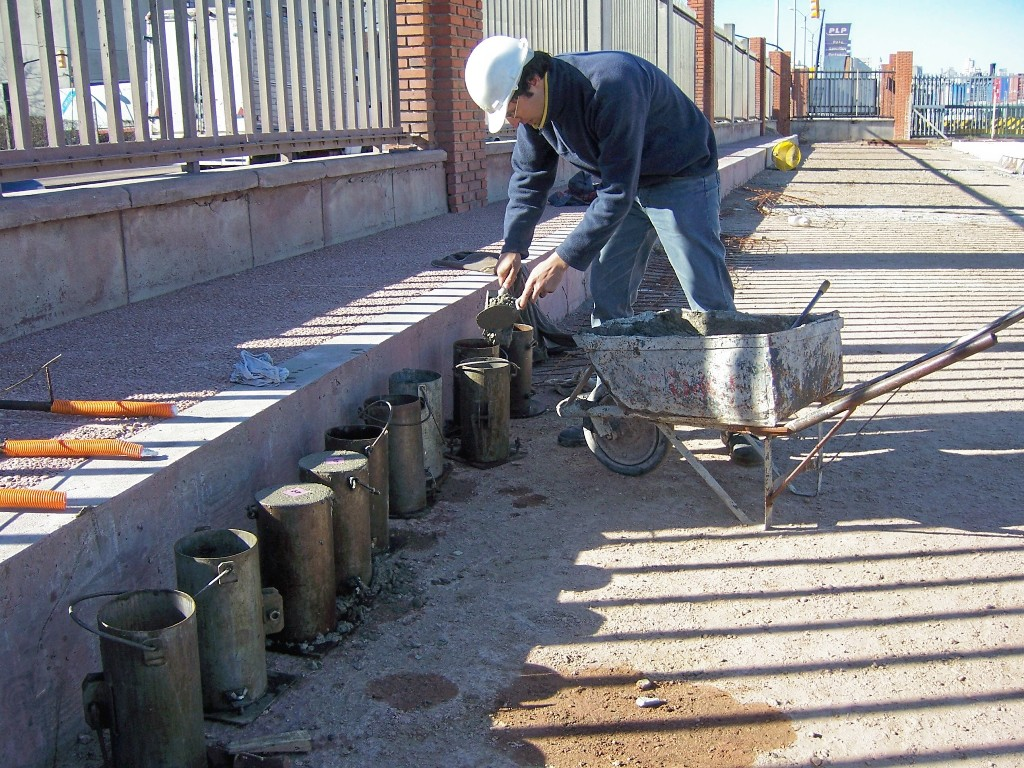
Moulage d'échantillons cylindriques de béton

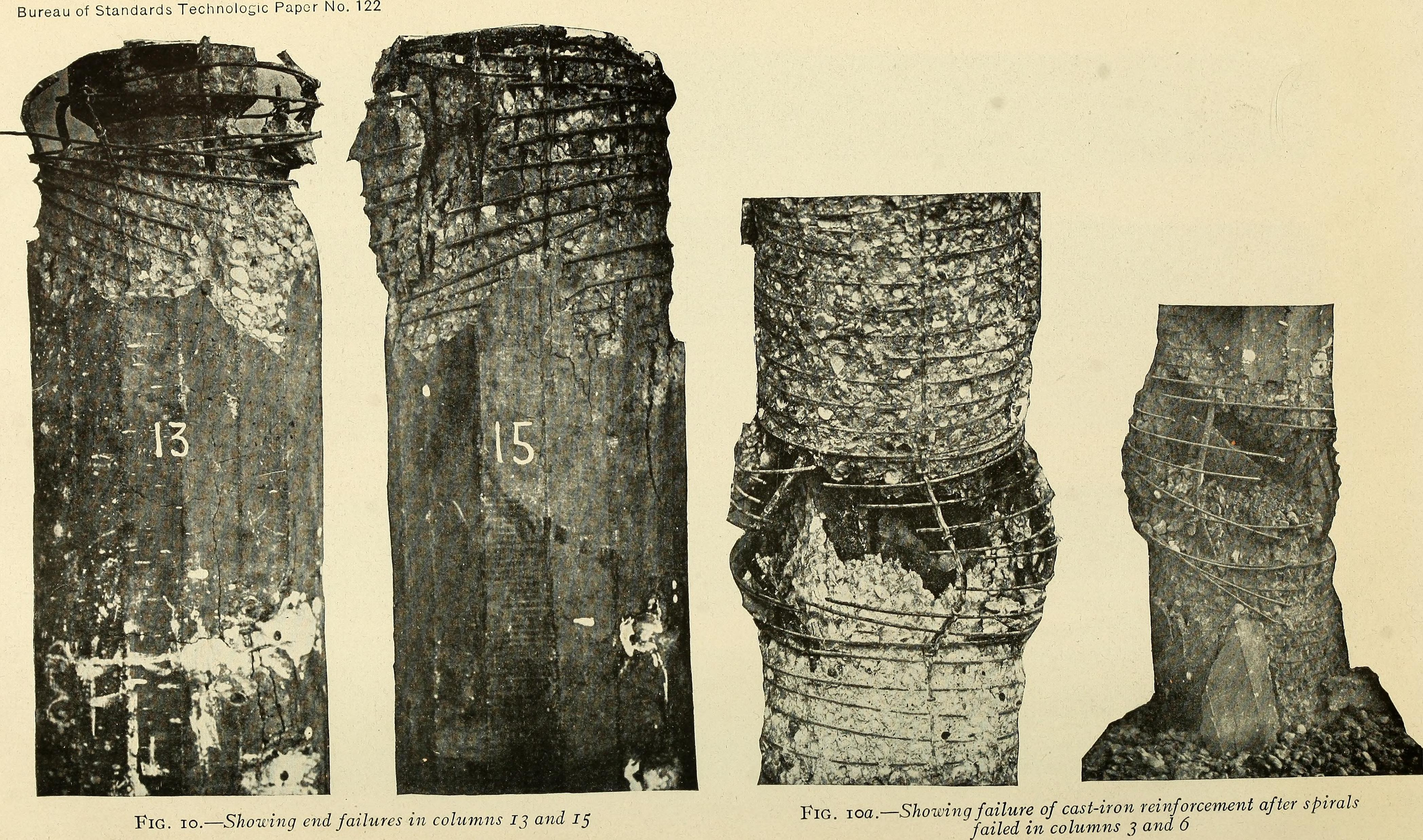
Essais de dix-huit colonnes en béton renforcées avec de la fonte. 1919

La résistance à la compression est l'une des propriétés techniques les plus importantes des maçonneries et du béton de ciment. Elle se mesure par des essais de compression sur des cubes ou des cylindres dans le cas du béton, et pour les maçonneries des prismes, des portions de mur ou des pans entiers de murs. Le standard américain ASTM E447 suggère que la hauteur minimale des l'échantillons de maçonnerie doit être de quinze pouces (38,1 cm) ; le spécimen du Comité européen de normalisation pour les maçonneries est volumineux, coûteux à exécuter et nécessite de très grandes charges à la rupture, en particulier par rapport aux essais standard cube/cylindre pour le béton. Un test plus simple fréquemment utilisé pour obtenir la résistance à la compression uni-axiale verticale est une maçonnerie empilée (Stacked bond prism). Les tests requis diffèrent généralement d'un pays à l'autre.
Pour la conception des constructions, on se protège en divisant la résistance à la compression ainsi mesurée par un coefficient de sécurité.